# Червоний Ранок (Криворізький район)
Червоний Ранок — село в Україні, в Криворізькому районі Дніпропетровської області. Входить до складу Новолатівської сільської громади. 
Орган місцевого самоврядування — Новолатівська сільська рада. Входить до складу Зеленобалківського старостинського округу, який в свою чергу підпорядковується Новолатівській сільській раді. Населення — 114 мешканців.

## Географія
Село Червоний Ранок знаходиться за 5 км від Карачунівського водосховища, на відстані 1 км від сіл Гейківка та Новий Мир. По селу протікає пересихаючий струмок з загатою. Поруч проходить залізниця, станція Гейківка за 2 км.

## Громадянська інфраструктура
На території Червоного ранку розташований Будинок культури, пам'ятник радянському солдатові, сучасний дитячий майданчик. На території села функціонують крамниця споживчих товарів «У Світлани», приватне підприємство «Шмельов»

## Населення

### Мова
Розподіл населення за рідною мовою за даними перепису 2001 року:
| Мова       | Кількість | Відсоток |
| ---------- | --------- | -------- |
| українська | 82        | 71.93%   |
| російська  | 29        | 25.44%   |
| білоруська | 3         | 2.63%    |
| Усього     | 114       | 100%     |

## Інтернет-посилання
- Погода в селі Червоний Ранок [Архівовано 20 грудня 2011 у Wayback Machine.]